# Кірське сільське поселення
Кі́рське сільське поселення (рос. Кирское сельское поселение) — муніципальне утворення у складі Алатирського району Чувашії, Росія. Адміністративний центр — селище Кіря.

## Населення
Населення — 1505 осіб (2019, 1850 у 2010, 2444 у 2002).

## Склад
До складу поселення входять такі населені пункти:
| Населений пункт  | Населення, осіб (2002) | Населення, осіб (2010) |
| ---------------- | ---------------------- | ---------------------- |
| Кіря, селище     | 2425                   | 1841                   |
| Полукіря, селище | 19                     | 9                      |